# منتخب نيبال لكرة القدم للسيدات
منتخب نيبال لكرة القدم للسيدات يمثل نيبال في رياضة كرة القدم النسائية. لم يسبق له أن التأهل لنهائيات كأس العالم لكن تأهل ثلاث مرات إلى كأس آسيا للسيدات في 1986، و 1989 و 1999 حيث خسر جميع مبارياته.